# アシナガシギ
アシナガシギ（足長鴫、学名：Micropalama himantopus）は、チドリ目シギ科に分類される鳥の一種である。

## 形態
体長約20cm。雌雄同色。成鳥夏羽は、頭上が赤褐色で黒い縦斑があり、体の上面は黒褐色で白い羽縁と赤褐色斑が混じっている。顔の眉斑は白色である。胸から下の体の下面は白色で、黒褐色の横斑が密である。冬羽では、体の上面が灰色になり、体の下面は白色となる。
嘴は黒色で細長く少し下に曲がっている。足は体に比べて細長く（これが和名の由来である）緑黄色である。

## 分布
アラスカからカナダ北部の北極圏で繁殖し、冬季は中央アメリカから南アメリカ中部に渡り越冬する。
日本では、迷鳥として1977年に愛知県で初めて記録されてから、北海道、東京都、小笠原諸島で数件の観察記録がある。

## 生態
越冬地においては、干潟や湿地に生息する。
「キュリリリ」と鳴く。